# Игла Клеопатры (Лондон)

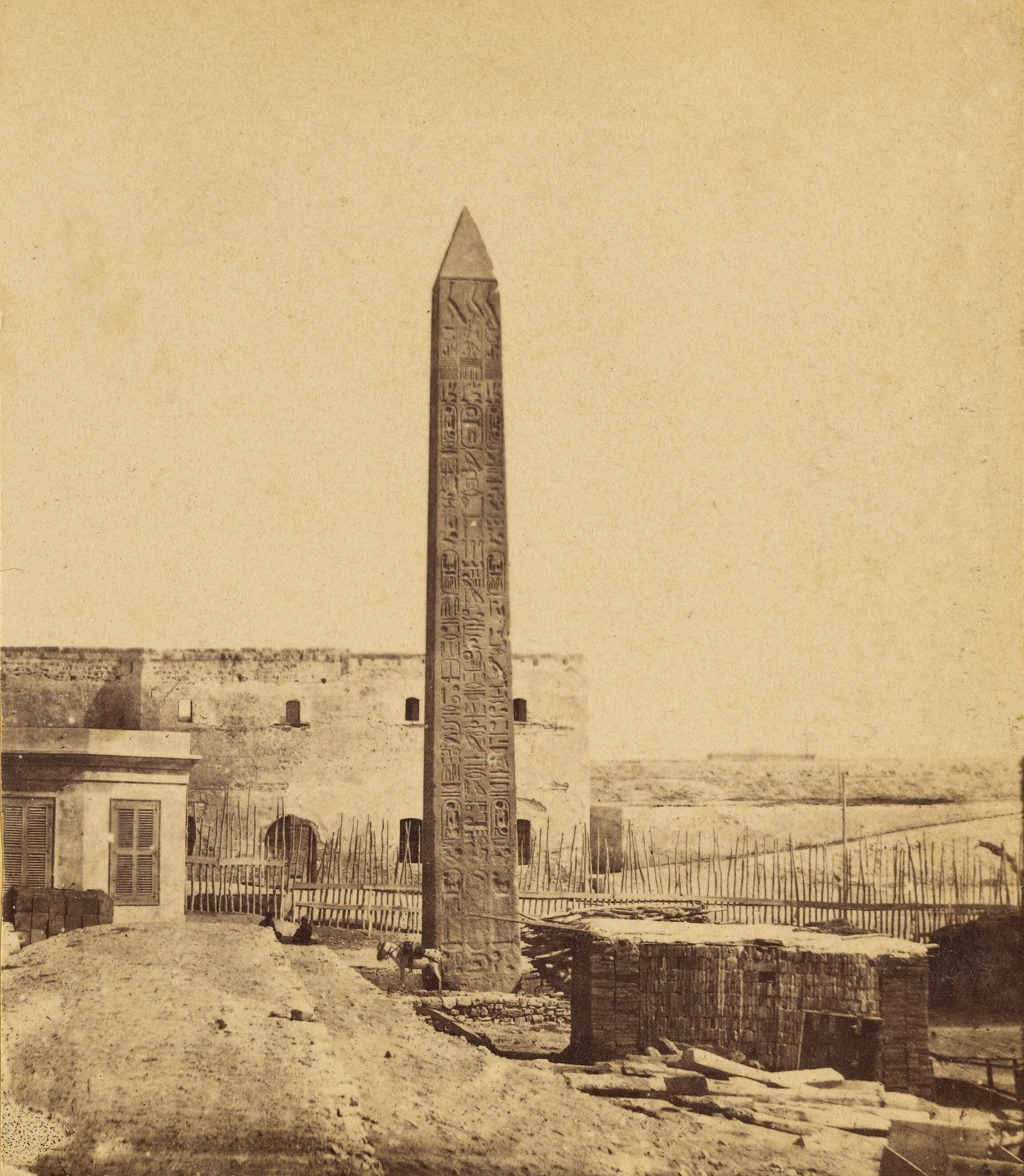
Обелиск Клеопатры (до вывоза). Около 1870 года.

Игла Клеопатры (англ. Cleopatra's Needle) — один из пары древнеегипетских обелисков, именуемых Иглами Клеопатры. Один из которых был вывезен британцами в 1877 году из египетской Александрии и установлен в окружении двух сфинксов в историческом центре Лондона, на набережной Виктории. Представляет собой монолит из гранита высотой 18 метров и массой 186 тонн. Второй обелиск из пары Игл Клеопатры установлен в Нью-Йорке. 
Вырезан на каменоломнях Асуана в середине II тысячелетия до н. э. На обелиске нанесены символы фараона Тутмоса III (позднее были добавлены имена Рамзеса II и Клеопатры). Около 1475 года до н. э. вниз по Нилу перевезён в Гелиополь. Предположительно во времена римского императора Августа обелиск был перевезён в Александрию, где он простоял века. К началу XIX века памятник уже был опрокинут и лежал в песке.
Подарен британцам правителем Египта Мухаммедом Али в разгар египтомании, в 1819 году, в ознаменование победы вице-адмирала Нельсона в битве при Абукире и генерала Эберкромби при Александрии в 1801 году. Оставался в Александрии до 1877 года, когда хирург сэр Эразмус Вильсон выделил личные средства на его транспортировку в столицу Великобритании.
Обелиск заключили в железный цилиндр — специально сконструированное судно «Клеопатра», представляющее собой по сути понтон с мостиком для экипажа, и в сентябре 1877 года отбуксировали пароходом «Ольга». Во время плавания в Бискайском заливе судно попало в шторм, в результате которого 6 моряков с «Ольги» погибли, а «Клеопатра» была брошена. Четырьмя днями позже пароход Фитзмарис, идущий из Глазго, обнаружил дрейфующую «Клеопатру». 21 января 1878 года обелиск был доставлен в Лондон. Первоначально его планировалось установить перед зданием британского парламента. 12 сентября 1878 года он был установлен на набережной Виктории. По сторонам установлены скульптуры сфинксов, отлитые из бронзы и обращённые лицом к обелиску.